# Списак народних хероја: Н и Њ
Списак народних хероја чија презимена почињу на слова Н и Њ, за остале народне хероје погледајте Списак народних хероја:

### Н
1. Коста Нађ (1911—1986) Орденом народног хероја одликован 20. децембра 1951. године.[1][2][3]
2. Стеван Наумов Стив (1920—1942) за народног хероја проглашен 29. јула 1945. године.[4][5][6]
3. Нада Наумовић (1922—1941) за народног хероја проглашена 20. децембра 1951. године.[7][8][9]
4. Наум Наумовски Борче (1920—1960) Орденом народног хероја одликован 27. новембра 1953. године.[а][5]
5. Киро Нацев (1918—1942) за народног хероја проглашен 20. децембра 1951. године.[7][10][11]
6. Мара Нацева (1920—2013) Орденом народног хероја одликована 27. новембра 1953. године.[б][12]
7. Радисав Раја Недељковић (1911—1996) Орденом народног хероја одликован 6. јула 1953. године.[13][14]
8. Владимир Немет Брацо (1918—1944) за народног хероја проглашен 20. децембра 1951. године.[7][15][16]
9. Драгомир Ненадовић (1915—1942) за народног хероја проглашен 27. новембра 1953. године.[17][18]
10. Радојица Ненезић (1921—1995) Орденом народног хероја одликован 20. децембра 1951. године.[19][13][18]
11. Вангел Нечевски (1922—2006) Орденом народног хероја одликован 20. децембра 1951. године.[19][20][14]
12. Ђорђе Нешић (1924—1992) Орденом народног хероја одликован 7. јула 1953. године.[21][22]
13. Љубомир Нешић (1918—1941) за народног хероја проглашен 14. децембра 1949. године.[23][21][24]
14. Слободан Никачевић (1912—1941) за народног хероја проглашен 5. јула 1951. године.[25][26][24]
15. Радислав Никчевић (1917—1941) за народног хероја проглашен 7. јула 1953. године.[27][28]
16. Синиша Николајевић (1914—1943) за народног хероја проглашен 20. децембра 1951. године.[29][28]
17. Војин Николић (1914—1999) Орденом народног хероја одликован 10. јула 1952. године.[30][31]
18. Живојин Николић Брка (1911—1990) Орденом народног хероја одликован 6. јула 1953. године.[32][33]
19. Гојко Николиш (1911—1995) Орденом народног хероја одликован 20. децембра 1951. године.[1][17][34]
20. Јордан Николов Орце (1916—1942) за народног хероја проглашен 29. јула 1945. године.[4][35][36]
21. Ђорђе Никшић (1922—1986) Орденом народног хероја одликован 26. септембра 1953. године.[37][27][36]
22. Грујо Новаковић (1913—1975) Орденом народног хероја одликован 27. новембра 1953. године.[38][39]
23. Миодраг Новаковић Џуџа (1919—1955) Орденом народног хероја одликован 27. новембра 1953. године.[38][39]
24. Момчило Новковић (1916—1988) Орденом народног хероја одликован 27. новембра 1953. године.[40][41]
25. Мирко Нововић (1917—1997) Орденом народног хероја одликован 27. новембра 1953. године.[42][43]

### Њ
1. Вид Њежић (1903—1945) за народног хероја проглашен 24. јула 1953. године.[в][45]